# 489 a. C.
El año 489 a. C. fue un año del calendario romano prejuliano. En el Imperio romano se conocía como el Año del consulado de Yulo y Rufo (o menos frecuentemente, año 265 Ab urbe condita). 

## Acontecimientos
- Derrota de la flota griega en el sitio de Paros. Paz definitiva con Persia.

- Datos: Q237343